# La Palma, Empalme
La Palma är en ort i Mexiko.   Den ligger i kommunen Empalme och delstaten Sonora, i den nordvästra delen av landet, 1 500 km nordväst om huvudstaden Mexico City. La Palma ligger 35 meter över havet och antalet invånare är 1 160.
Terrängen runt La Palma är huvudsakligen platt, men västerut är den kuperad. Runt La Palma är det ganska tätbefolkat, med 104 invånare per kvadratkilometer. Närmaste större samhälle är Empalme, 14,8 km sydväst om La Palma. Omgivningarna runt La Palma är i huvudsak ett öppet busklandskap.